# Patricios y patricidas
Patricios y patricidas es un mural de David Alfaro Siqueiros que se encuentra en el edificio de la antigua Aduana de la Ciudad de México, en el centro histórico de la Ciudad de México. El mural fue pintado entre 1945 y 1971, con la técnica de acrílico y piroxilina sobre celotex.

## Contexto histórico-artístico
El mural Patricios y patricidas es una obra del artista David Alfaro Siqueiros, la cual tuvo varias interrupciones en su realización que comenzó en 1945 y culminó en 1971.
Este mural fue realizado en un bastidor que cubre la bóveda, los muros y arcos inferiores de la escalera monumental del edificio de la Ex Aduana de México. En esta obra se observa una composición de arquitectura, los elementos visuales y el diseño del artista genera un concepto de integración plástica; sin embargo, el autor nunca pudo finalizar su obra, debido a los diferentes enfrentamientos políticos que surgieron debido a su rebeldía.

## Descripción e iconografía

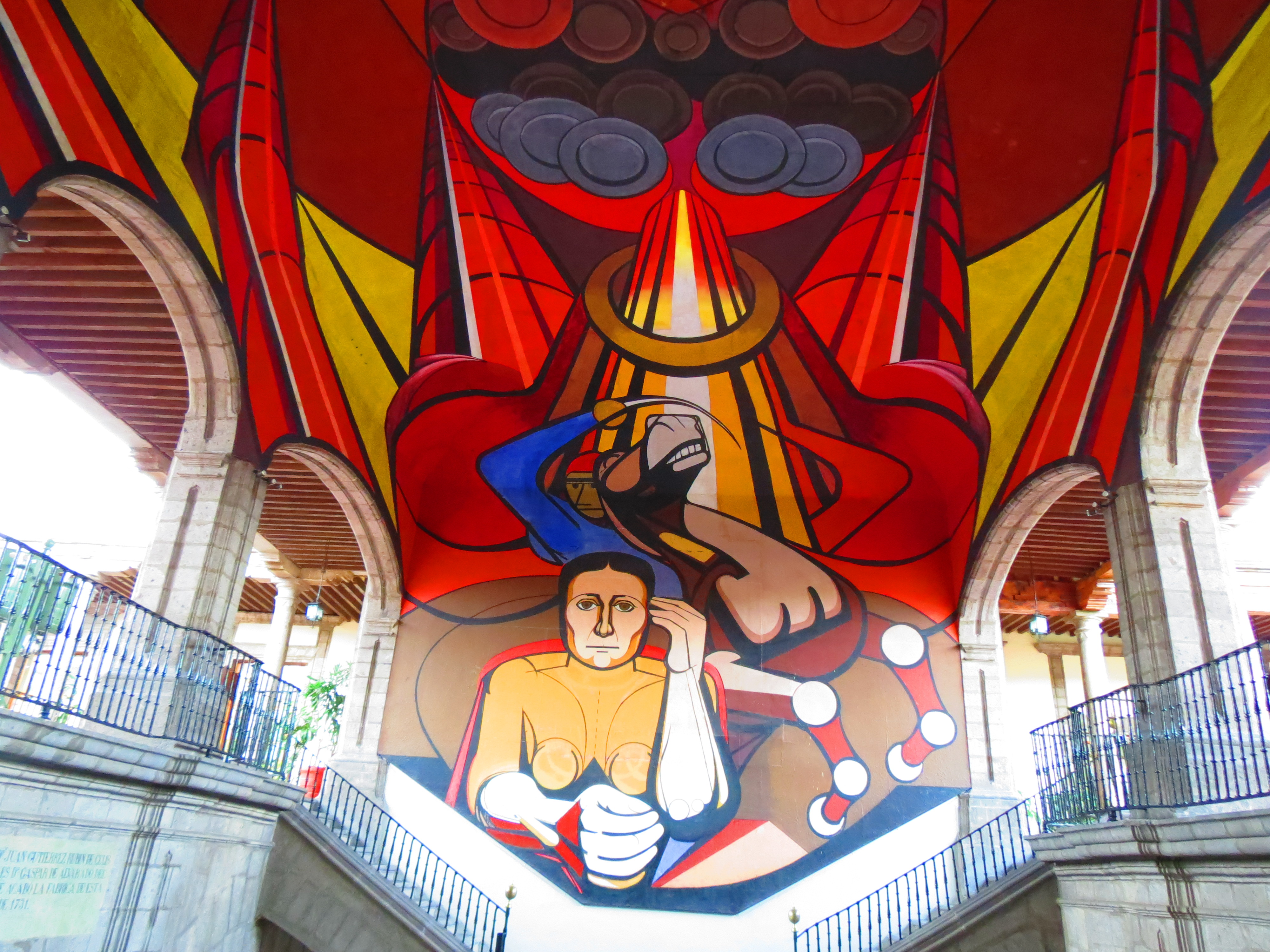
Cara poniente del mural: representación de los patricios.

El mural tiene una superficie de 447.50 m2, permitiendo generar una ilusión visual a los espectadores que se puede observar desde diversos ángulos. En la parte superior lado poniente de la escalera, se puede percibir diferentes personajes en búsqueda de la libertad y la unión de México, los cuales se les llamará Patricios, mientras que el lado oriente se encuentra la representación de los traidores, denominados Patricidas.

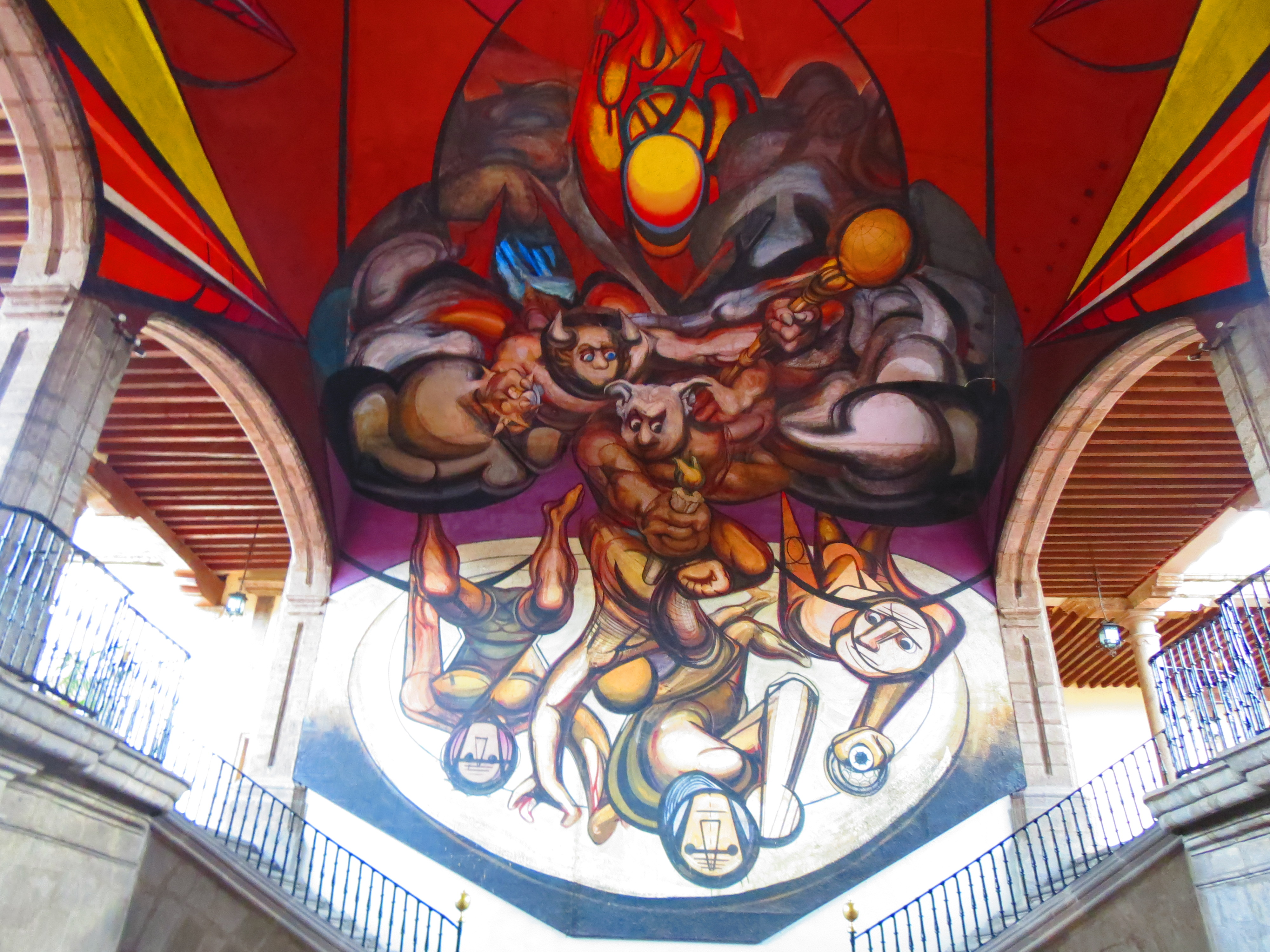
Cara oriente del mural: representación de los patricidas.

###### Patricios
Los patricios fueron un mando social durante la Antigua Roma, siendo ellos descendientes de las treinta curias primitivas, siendo referencia a los fundadores o los primeros padres de Roma, sin embargo son la representación de senadores por excelencia siendo parte de la nobleza de la ciudad.

###### Patricidas
La palabra "Patricida" carga con un significado de "que mata a su padre". Dando así la referencia sobre los traicioneros a la patria.
La obra es un mural pintado con piroxilina, acrílico sobre tela sobre celotex. El material para la bóveda se usó como soporte: manta de cielo y tela de fibra de vidrio. Para los muros se utilizó triplay, dando en total una medida del mural de 518 m2.
El mural Patricios y patricidas es la representación de la división de la sociedad Mexicana ante el amor a la patria dando una división sobre los patricios (hombres en la búsqueda de la libertad) y los patricidas (los traidores de la patria). Esta obra tuvo un desarrollo de casi 26 años, esta se encuentra ubicada en el cubo de la escalera monumental de la Ex Aduana del edificio sede de la Secretaría de Educación Pública en la Ciudad de México, siento una memoranda ante las personas que emigrarían del país, que serían una representación de la libertad mexicana. De la misma manera es un ejemplo de educación político-artística, que se ha desarrollado en México. De la misma forma se trata de hacer referencia a acontecimientos clásicos y etimológicos que generan una claridad ante la obra y sus simbolismos.
En el centro de la bóveda se puede ver un diseño abstracto con colores rojizos. Teniendo una continuidad en la temática al oeste en los arcos inferiores, se encuentra de perfil un águila con tonalidades cálidas y un animal mítico en colores grises.
Todos estos elementos son representaciones de alegorías a la lucha eterna y las ideologías cíclicas de a lo largo de la historia de México, llevando de la mano del legado de sus héroes, con el compromiso del pueblo en búsqueda del fortalecimiento de la patria ante los atentados contra sus ideales y creencias.

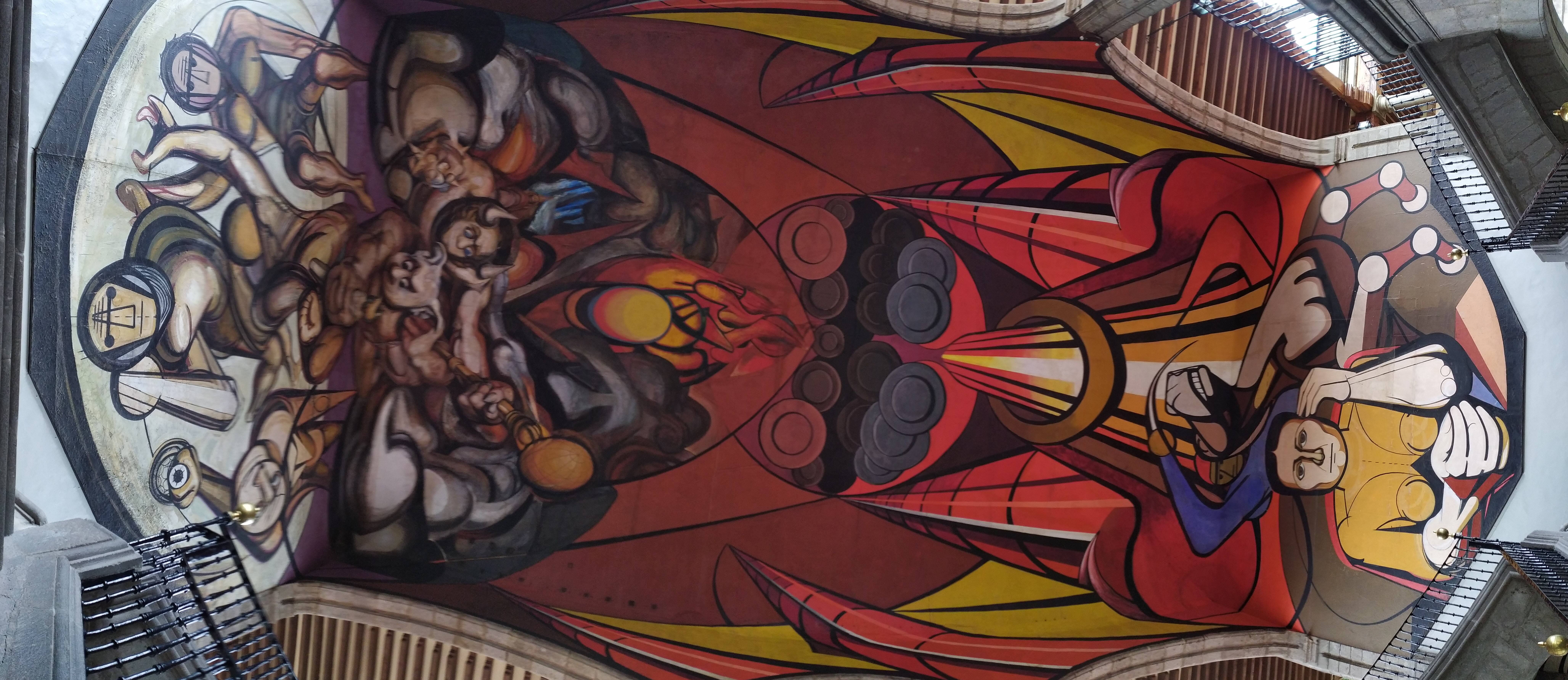
Panorámica del mural.